# ダブルチート 偽りの警官
『ダブルチート 偽りの警官』（ダブルチート いつわりのけいかん）は、2024年4月26日から6月14日までテレビ東京系「ドラマ8」枠にて放送されたテレビドラマ。テレビ東京とWOWOWの共同製作によるテレビドラマシリーズ。
Season1はテレビ東京系「ドラマ8」にて2024年4月26日から6月14日まで放送された。主演は向井理。
Season2はWOWOWプライム・WOWOWオンデマンドで6月29日から8月17日まで放送・配信された。主演は市原隼人。全8話。また、地上波でも2024年10月7日（6日深夜）からテレビ東京にて放送。
本稿では便宜上、Season1をS1、Season2をS2の略称で表記する。

## あらすじ
多家良啓介は交番勤務の真面目な警察官であり、地域の人々に頼りにされる存在だが、詐欺師Kとして、法の手では裁けぬ相手を狙う詐欺師という裏の顔があった。かつては捜査二課の刑事で大物詐欺師を追っていた多家良が、なぜ警察官でありながら詐欺師として行動するようになったのか。多家良の行動の裏には、法を超えて悪人を欺き、時には警察をも欺く真の目的が隠されていた。

## キャスト

### 主要人物
多家良啓介（たから けいすけ）
演 - 向井理
S1の主人公。
表向きは品川南警察署 戸樫神社前交番勤務の警察官だが、裏の顔は法で裁けぬ相手を欺く詐欺師“K”。「ヤマガミサマ」と呼ばれている詐欺師を探している。2年前まで捜査二課に勤務する優秀な刑事だった。階級は巡査部長。
宮部ひかり（みやべ ひかり）
演 - 内田理央
警視庁捜査二課特別捜査室6係 刑事。特別捜査官採用で配属。元銀行員。簿記1級。
田胡悠人（たご ゆうと）
演 - 市原隼人（S2）
S2の主人公。謎の詐欺師。出所後、ある目的のため木崎のビジネスパートナーを買って出る。実は渡辺春樹という潜入捜査官だったことが判明する（第5話）。

### 周辺人物
矢柴等（やしば ひとし）
演 - 荒川良々
戸樫商店街のクリーニング店「クリーニング ヤシバ」店主。詐欺師“K”の相棒でもある。
柊麻美（ひいらぎ あさみ）〈38〉
演 - 松本若菜（幼少期：沢田優乃）
失踪した多家良の婚約者。弁護士。

#### 周辺人物（S2）
海藤周（かいとう しゅう）
演 - 陣内孝則（特別出演）
謎のサロン"ドミナートル"の主宰者。
木崎竜一（きざき りゅういち）
演 - 淵上泰史
悪徳マルチ商法を行う詐欺会社「ライドクリーン」代表。
間宮瑛二
演 - 佐野岳
「ライドクリーン」幹部。木崎の右腕。
鷹見俊之（たかみ としゆき）
演 - 岩松了
経済産業省大臣。
廣瀬実篤
演 - ベンガル（S2）
静岡県日並市市長。
王新晧
演 - チャンチンホイ
中華料理店店主。陰で田胡を手助けしている。

### 警察関係者
山本貫太（やまもと かんた）
演 - 結木滉星
警視庁捜査二課特別捜査室6係統括主任。宮部の上司。
阿部直樹（あべ なおき）
演 - 上川周作
品川南警察署 戸樫神社前交番勤務の警察官で、多家良の同僚。階級は巡査。
南野祥平
演 - 長田成哉
品川南警察署知能犯捜査係。
瀬尾豊
演 - 若林秀敏
警視庁捜査二課特別捜査室6係 刑事。
木村勝悟
演 - 村越亮太
警視庁捜査二課特別捜査室6係 刑事。
仲田健
演 - 田中健太郎
警視庁捜査二課特別捜査室6係 刑事。
西大介
演 - 五十嵐勇紀
警視庁捜査二課特別捜査室6係 刑事。
堀北隆司（ほりきた りゅうじ）
演 - 梶原善
警視庁捜査二課特別捜査室6係 係長。宮部と山本の上司。階級はおそらく警部。
岩合拓真（いわごう たくま）
演 - 伊藤淳史
警視庁捜査二課長。宮部と山本の上司。
坂本正隆（さかもと まさたか）
演 - 橋本じゅん
警視庁捜査一課 刑事。

#### 警察関係者（S2）
九条宗孝（くじょう むねたか）
演 - 升毅
警視庁副総監。
城島健吾（じょうしま けんご）
演 - 羽場裕一
警視庁刑事部部長。
花田正親
演 - 戸田昌宏
警視庁捜査一課長。

### ゲスト（S1）

#### 第1話（S1）
鹿野博之（しかの ひろゆき）
演 - 勝村政信
DFコンサルティングの経営コンサルタント。しかし、その実体は資金繰りに苦しむ経営者を標的に詐欺を働く詐欺師。”一般財団法人 民間事業開発推進機構の加藤慶彦”を名乗る多家良のターゲット。
須永良二（すなが りょうじ）
演 - 小林隆（第6話）
須永機械部品工業社長。捜査対象者。鹿野の融資詐欺にあい1500万円のコンサル料を騙し取られ、融資を通すための粉飾決算がバレて6500万円を即時返済しなくてはならなくなる。その上、詐欺で起訴されることになり、練炭自殺を図る。
須永典子（すなが のりこ）
演 - 野村麻純（第6話）
須永良二の娘。離婚して息子をつれて実家に戻っている。
背広男
演 - 阿南健治
戸樫商店街で寸借詐欺を働く男。
関川竜一
演 - 越村友一
鹿野の部下。
河合
演 - 林和義
河合工務店 社長。DFコンサルティング主催の「中小企業金融公庫 コロナ融資無料相談会」で一千万の融資を希望する。
鈴木しのぶ
演 - 島かおり
戸樫商店街で寸借詐欺に千円騙し取られる近隣住民。
伊藤
演 - 木村八重子（第3話）
戸樫神社前交番付近の住民。いつもミカンなどをくれる気さくなおばあちゃん。
高橋和希
演 - 嶋田鉄太（第2話・第4話・最終話）
戸樫神社前交番付近に住む小学生。10円を拾ったと交番を訪ねてくる。
蕎麦屋店員
演 - 堀籠ゴメス（最終話）
多家良が通う戸樫商店街の蕎麦屋。
須永悠
演 - 須藤優維
典子の息子。
受付嬢
演 - 小俣里奈（役名：白石美帆）、鶴田美月
民間事業開発推進機構の受付。
受付
演 - Yoshiko
法務局の証明書発行窓口の受付。
職員
演 - 小熊樹
民間事業開発推進機構の職員。
ホステス
演 - 黒澤ゆりか
”個人投資家 信濃小路貴明”を名乗る矢柴に連れられて鹿野が行った銀座のクラブのホステス。

#### 第2話（S1）
猪俣充〈43〉
演 - 塚本高史
IT企業 ワイルドホーク社 CEO。多家良のターゲット。
岡田悠真〈23〉
演 - 小林虎之介
奨学金支援詐欺被害者。昨年春、福島から上京。御子柴の紹介でワイルドホークに就職するが、退職することになり奨学金詐欺に遭ったことに気づく。
御子柴武則〈49〉
演 - 水橋研二
就職エージェント。猪俣と組んで奨学金詐欺を働いている。
会社員
演 - 有原遣智、重岡サトル
多家良がコピー機の営業を装って潜入し話しかけたワイルドホーク社の社員。
ママ
演 - 有沢雪
猪俣が”ジャーナリスト 近藤卓也”を名乗る多家良を連れて行った六本木のクラブのママ。
ホステス
演 - 蓼沼優衣
六本木のクラブホステス。
刑事
演 - 堀内充治
御子柴を取り調べた刑事。猪俣が高飛びするという話を誰かに吹き込まれたと報告する。
- 木村史明（声のみ）[32]

#### 第3話（S1）
味岡孝弘
演 - 石黒賢
自称・味岡フードサービス フードコーディネーターを名乗る詐欺師。
榊隆一郎
演 - 平山祐介
洋食店「ビストロ榊」店主。矢柴等の恩人。味岡の薦めでフレンチレストラン ラ・ボヌール にフランチャイズ加盟しようとし、キューブフーズに3千万円騙し取られる。
榊美晴、榊勇人
演 - 比佐廉、吉田日向
隆一郎の妻と息子。
森本悟
演 - 酒井貴浩
味岡の部下。
桑原秋子
演 - 丘野裟稀
ペーパーカンパニー「キューブフーズ」に名義貸しした保夫の母。
窪田英二
演 - 竹井洋介
多家良が味岡を騙すための舞台に選んだレストラン「ル・シャノワール」のオーナーシェフ。
シェフ
演 - 河野安郎
味岡が毎週金曜日に通う港区の馴染みのフレンチのシェフ。
山越の妻
演 - 松田陽子
窪田が好きな2時間サスペンス俳優、山越源一郎の妻。
桑原保夫
演 - 佐藤峻輔
味岡が詐欺のために用意したペーパーカンパニー「キューブフーズ」に名義貸しした男性。
ウエイター
演 - 結城あすま、高橋聖那
「ル・シャノワール」のウエイター。
香里
演 - 小池叶七芽
矢柴の娘。

#### 第4話（S1）
藤澤倫子
演 - 映美くらら
墓じまいコーディネーター詐欺師。
日置悠哉
演 - 中山翔貴
僧侶になりすまし藤澤と一緒に詐欺をはたらく男性。
浅岡弥栄子
演 - 茅島成美
墓じまい詐欺の被害者。
宮崎まどか
演 - ついひじ杏奈
ひかりの後輩。現在は品川南署の生活安全課勤務。
浅岡瑠衣
演 - 三木理紗子
浅岡弥栄子の孫娘。
瑠衣の両親
演 - 山本修夢、加茂美穂子
詐欺の被害届を出すことを渋る。
檀家
演 - 酒井麻吏、桐山浩一
龍刻寺の檀家。
相談者
演 - 税所伊久磨、辻しのぶ
龍刻寺で行われた墓じまいの無料相談会の相談者。
男性
演 - 菅野久夫
倫子たちが永代供養詐欺のターゲットとして接触していた寺の男性。
男性
演 - 春延朋也
弘経寺で犬の散歩をしていた男性。ここは10年以上前から廃寺になっていると倫子に教える。

#### 第5話（S1）
ヤマガミ / 神野優（かみの ゆう）〈47〉
演 - 鈴木浩介（第6話 - 最終話、少年期：岩田琉生）
警視庁捜査二課および多家良がずっと追っているカリスマ詐欺師。
熊谷
演 - 小松利昌（第6話 - 最終話）
詐欺をはたらく「ベアーツアーズ」の代表。
沢木
演 - 村上新悟
熊谷と手を組んでいる「アビット不動産」代表。
新川
演 - 諌山幸治
「アビット不動産」のセールスマン。
西村幸夫
演 - 辻つとむ
かつての原野商法の被害者。「アビット不動産」から詐欺の二次被害に遭いそうになっていた。
母親とその子供
演 - 外山史織、横川遼虎
ファミレスの親子連れ客。母親が「早く食べろ！」と子どもに暴言を吐く。その姿を見て、柊麻美はかつての自分を思い出しパニック発作を起こす。
柚木
演 - 麻生千裕
多家良がまだ捜査二課の頃、詐欺ターゲットになりそうだと注意に訪れた主婦。そこで多家良と柊麻美は初めて出会う。
若者
演 - 赤木耀
たいやき屋の客。列に並ぼうとしないのを柊麻美が注意する。
男性
演 - 福吉寿雄
熊谷からバッグを受け取ったとして多家良が検挙した男性。現金が入っていると思われたが、中身がみかんにすり替えられていた。
受付
演 - 野口真緒
ヤマガミが柊麻美を伴って訪れた会社の受付嬢。
- 中村乙葉、吉川さくら

#### 第6話（S1）
千堂国明
演 - 前川泰之
ヤマガミの元相棒。台湾を舞台に投資詐欺を働く男。
藤山栄次郎
演 - モロ師岡（S2第3話）
矢柴等の先輩の元詐欺師。娘一家が千堂の詐欺被害に遭ったという。
林志明（リン・チーミン）
演 - テイ龍進
真珠の養殖などを行う台湾の企業「台北興業」の代表。
鈴木
演 - 佐々木一平
千堂の部下。
高橋和義
演 - 大村わたる
便利屋。10万円の報酬を受け取り、桐島一郎の名義で「詐欺被害救援事業団」の当座預金口座を千世田銀行に開く。
北川
演 - ジャン・裕一
千世田銀行・西練馬支店行員。桐島一郎名義の口座開設を担当した行員。
記者
演 - 日中泰景
矢柴等が手配したエキストラの記者。被害者の会から訴えられたと千堂国明に詰め寄る。
- 山下徳久、田櫓祐二[62]

#### 第7話（S1）
江藤龍弥
演 - 弓削智久（最終話）
ヤマガミの側近。
清塚誠司
演 - 西ノ園達大（最終話）
ヤマガミの部下。
河田悟
演 - 荒木秀行
友菱重工 エナジー・インフラソリューショングループ エネルギー3部 部長。
種田淳一
演 - 木下政治（最終話）
鈴枝建設幹部。ラオール共和国のメガソーラー事業に興味津々。
グエン・フック
演 - ファイサ・アンワ（最終話）
ラオール共和国職員。ヤマガミと通じ、詐欺のターゲットたちを大使に紹介する。
大使
演 - ジュエル（最終話）
ラオール共和国の駐日大使。
小出康利
演 - 西村直人（最終話 / S2第2話・第3話）
代議士。
柊宗忠、柊まゆこ
演 - 平川和宏、相築あきこ
柊麻美の養父母。
渡辺朋子
演 - 氏家恵
児童養護施設「ひなげし園」元職員。
黒川
演 - マコト
丸友銀行行員。ラオール共和国のメガソーラー事業への投資に興味を示す。
大道寺
演 - 田中貴裕
ラオール共和国のメガソーラー事業に投資する民間ファンドの説明を受ける三国証券社員。
司会
演 - 宮崎結希乃
ソーラーリブ創立2周年記念パーティーの司会者。
秘書
演 - 石川誠
小出代議士の秘書。
スタッフ
演 - 城野マサト
河田悟と矢柴等が出逢った銀座のクラブのスタッフ。
みつきとその母親
演 - 磯村アメリ、寺田浩子
ソーラーリブパーティ会場のロビーで母親とはぐれて泣いているところに柊麻美が通りかかった。
- 伸哉、川田祐

#### 最終話（S1）
ジエン・ミンカイ
演 - バルニー
神野に土地を売りつける役で矢柴に雇われたラオール人役者。
三田
演 - 小沼朝生
法人としてラオール共和国のメガソーラー事業に投資を検討しているタカダ製鉄の幹部。

### ゲスト（S2）

#### 第1話（S2）
囚人
演 - 門田京三、三部高徳
田胡悠人と同房の囚人たち。
アナウンサー
演 - 宇佐美菜穂
神野優容疑者を乗せた警察車両とトラックが衝突し3人死亡したニュースを伝える。
店員
演 - 朝井瞳子（第2話）
海藤周行きつけのカフェ店員。
刑務官
演 - 川邉勇太
田胡悠人が収容されている刑務所の刑務官。
ランナー
演 - 松林慶知

#### 第2話（S2）
橋本隆
演 - やべけんじ（第3話・第6話 - 最終話）
鷹見大臣の秘書。
渡辺春樹
演 - 志水透哉（第6話・第7話）
父親とキャッチボールをしていた少年。
渡辺哲也
演 - 高木トモユキ（第6話）
息子とキャッチボールをしていた男。出張に出たまま死亡した。
記者
演 - 池浪玄八、藤大祐
警察の記者会見に詰めかけた記者。
記者
演 - 古荘トモノブ、足立学、ふじわらみほ
鷹見大臣を囲み取材する記者。
会員
演 - 西川綾乃、松長ゆり子
「ライドクリーン」の説明会に来た顧客。
スタッフ
演 - 八重澤ひとみ
「ライドクリーン」のスタッフ。
アナウンサー
演 - 麻鈴
神野優への詐欺容疑で「日本リボルト総研」に家宅捜索に入ったニュースを伝える。
店員
演 - 時岡怜美
居酒屋店員。
渡辺哲也の妻
演 - まりゑ（第6話・第7話）

#### 第3話（S2）
佐藤
演 - 比佐仁
鷹見大臣の秘書・山崎として小出代議士を迎えに行った男性。
辻村
演 - 関本巧文
坂本正隆から麻雀の負けをチャラにする代わりにDNA鑑定を頼まれる鑑識官。
担当者
演 - 長島竜也
釣り堀近くの芝浜埠頭管理事務所の担当者。防犯カメラの映像は警察にハードディスクごと渡したと話す。
会員
演 - 工藤翔子、櫂作真帆、阿南有耶、水瀬裕也
「ライドクリーン」の会員たち。

#### 第4話（S2）
リュウ・ハオゼン
演 - 松尾淳一郎
老舗の中国マフィア白虎に在籍した露天商の男。宮部ひかりが出した写真を見て、この男は田胡悠人ではないと証言する。
相馬高志
演 - 鳥谷宏之
衆議院議員。
秘書
演 - 高田和加子
廣瀬実篤の秘書。
捜査員
演 - 虹色拓朗
「ライドクリーン」に強制捜査に入り、登記変更で代表になっていた間宮を逮捕する。

#### 第5話（S2）
廣瀬兼光
演 - 大西武志（第6話 - 最終話）
「丸廣土建」代表取締役社長。廣瀬実篤のいとこ。

#### 第6話（S2）
教師
演 - 千葉雅子（第7話）
あきる野市立・菫第一中学校での渡辺春樹の担任教師。
増崎、塩沢
演 - 佐渡山順久（第7話）、荒井玲良（第7話）
日並市職員。
母、娘
演 - 小早川真由（第7話）、山田詩子（第7話）
渡辺哲也の運転するトラックと衝突し即死した東洋銀行 西東京支店長・楊敏の妻と娘。
店主
演 - 原田文明
ハチス不動産店主。
福井
演 - 村本明久
サクラ生命の営業社員。
フロント
演 - 水口緒美
ホテルのフロント。
婦警
演 - 笹田優花
人事情報は教えられないと宮部ひかりに謝る婦警。

#### 第7話（S2）
張秀英
演 - ジョーナカムラ（最終話）
中国マフィア紅竜で資金洗浄を担当していた元メンバーとされたが、実は成りすましのドクター。
刑事
演 - 世志男、潟山セイキ
宮部ひかりが24年前の事件の事を訊いた古参刑事。
八木
演 - 遠藤かおる
警視庁暴対課刑事。
カツマタ
演 - 大滝明利
日並市の面々が鷹見大臣を接待した「芙蓉閣」の店主。

## スタッフ
- 脚本
  - S1 - 吉田康弘[1]、丸茂周[1]、いとう菜のは[1]
  - S2 - 吉田康弘、藤澤浩和
- 監督
  - S1 - 河野圭太（共同テレビ）[103]、都築淳一（共同テレビ）[103]、下向英輝[103]
  - S2 - 波多野貴文、河野圭太（共同テレビ）
- 音楽 - 諸橋邦行[103]
- 主題歌 - 
  - S1 - ACIDMAN「白と黒」（Universal Music Japan）[104]
- 技斗 - 剣武会
- VFX - 日本映像クリエイティブ
- 技術協力 - アップサイド
- チーフ・プロデューサー - 濱谷晃一（テレビ東京）[103]、堤口敬太（WOWOW）[103]
- プロデューサー - 木下真梨子（テレビ東京）[103]、本間かなみ（テレビ東京）[103]、小髙史織（WOWOW）[103]、元村次宏（東通企画）[103]、藤田結衣（東通企画）[103]
- 制作協力 - 東通企画[103]
- 製作 - テレビ東京、WOWOW

## 放送日程
| 話数   | 放送日  | サブタイトル                                                       | 脚本         | 監督     |
| ------ | ------- | ------------------------------------------------------------------ | ------------ | -------- |
| 第1話  | 4月26日 | この男、正義か悪か?                                                | 吉田康弘     | 河野圭太 |
| 第2話  | 5月03日 | VSパワハラ社長!“詐欺師K”が大胆作戦でピンチ!?                       | 吉田康弘     | 河野圭太 |
| 第3話  | 5月10日 | VSグルメ詐欺師 店救う謎のシェフ!?家族の絆と店を守れ                | 丸茂周       | 都築淳一 |
| 第4話  | 5月17日 | VS“大物詐欺師”の女!?“終活”で荒稼ぎ!寺を舞台に1億円詐欺             | いとう菜のは | 都築淳一 |
| 第5話  | 5月24日 | 2年前の詐欺事件!“最愛の人”の嘘…宿敵がついに動き出す!               | 吉田康弘     | 河野圭太 |
| 第6話  | 5月31日 | 黒幕の“元相棒”登場!?詐欺師Kの正体が警察に…!?衝撃ラストへ           | 丸茂周       | 下向英輝 |
| 第7話  | 6月07日 | “最愛の人”は詐欺師だった!?最後の騙し合い…黒幕との直接対決へ!       | 吉田康弘     | 都築淳一 |
| 最終話 | 6月14日 | 黒幕VS詐欺師警官、最後に笑うのは誰だ!?カギ握る元婚約者の秘めた想い | 吉田康弘     | 河野圭太 |

- 初回は20時 - 21時9分の15分拡大放送。

| 話数   | 放送日  | 脚本              | 監督       |
| ------ | ------- | ----------------- | ---------- |
| 第1話  | 6月29日 | 吉田康弘          | 波多野貴文 |
| 第2話  | 7月06日 | 吉田康弘          | 波多野貴文 |
| 第3話  | 7月13日 | 藤澤浩和 吉田康弘 | 波多野貴文 |
| 第4話  | 7月20日 | 藤澤浩和 吉田康弘 | 波多野貴文 |
| 第5話  | 7月27日 | 吉田康弘          | 河野圭太   |
| 第6話  | 8月03日 | 吉田康弘          | 河野圭太   |
| 第7話  | 8月10日 | 吉田康弘          | 河野圭太   |
| 最終話 | 8月17日 | 吉田康弘          | 河野圭太   |